# Ricardo Aquino (AquinoBeat)
Ricardo Aquino, também conhecido como AquinoBeat, é um músico, produtor musical, compositor e cantor brasileiro que trabalhou com artistas como Zeca Pagodinho, Lulu Santos, Nanda Reis, Stanley Jordan e outros. Ficou conhecido pela banda Woodlab, popularizada pelo single Se Melhorar Estraga e participou da música O Bom É Que Passa da cantora Sophia Abraão e direção de Sergio Malheiros. Atualmente trabalha como produtor musical e executivo de sua empresa A Novidade Music N' Marketing, atual filiada da Som Livre.

## A Novidade Music N' Marketing
Apos ter feito especialização internacional em Los Angeles, Aquino abre A Novidade Music N' Marketing com a proposta de captar novos artistas e produzi-los focando-se no mercado de música urbana. Após uma série de negociações, a empresa fecha parceria com a Som Livre para se tornar uma editora associada. Durante esse processo é criado o selo A Novidade Rap para impulsionar novos rappers do cenário.